# Hearts and Flowers (film 1919)
Hearts and Flowers è un cortometraggio muto del 1919 diretto da Edward F. Cline.

## Trama
In un albergo, il direttore d'orchestra si mette a flirtare con una ragazza del pubblico, provocando la gelosia del fidanzato di lei. Poi, però, il musicista scopre che la fioraia dell'albergo è in realtà una ricca ereditiera e sposta le sue attenzioni su di lei.

## Produzione
Il film fu prodotto dalla Mack Sennett Comedies.

## Distribuzione
Distribuito dalla Paramount Pictures (come Famous Players-Lasky Corporation), il film uscì nelle sale cinematografiche USA il 22 giugno 1919.
Il film è stato inserito in un'antologia di comiche distribuita il 7 maggio 2002 dall'Image Entertainment con il titolo Slapstick Encyclopedia (1909-1929).